# Убийство Брионны Тэйлор
Брионна Тэйлор (англ. Breonna Taylor) — 26-я летняя афроамериканка, которая 13 марта 2020 года была застрелена сотрудниками департамента полиции города Луисвилл (Louisville Metro Police Department). Три офицера департамента полиции Луисвилл насильственно вторглись в её квартиру в городе Луисвилл, штат Кентукки, в соответствии с санкцией на внезапный обыск. Стрельба произошла между Кеннетом Уолкером, парнем Брионны и офицерами полиции. Сотрудниками департамента полиции было произведено более 20 выстрелов. В Тэйлор попали 8 раз. Сержант департамента полиции Луисвилл Джонатан Маттингли был ранен. Ещё один офицер и лейтенант полиции находились на месте происшествия при исполнении санкции на обыск.

## Участники инцидента
- Брионна Тэйлор (5 июня 1993 — 13 марта 2020) родилась в Гранд-Рапидс, Мичиган. Её родители Тамика Палмер и Трой Херрод. Она закончила Western High School, продолжила обучение в Университете Кентукки. Работала техником скорой помощи в двух больницах: University of Louisville Jewish Hospital и Norton Healthcare. В момент смерти работала в University of Louisville Health. Её похороны прошли 21 марта 2020 года.
- Кеннет Уолкер — парень Брионны, жил вместе с ней в квартире.
- Джонатан Маттингли — сержант департамента полиции Луисвилл в отставке, поступил в отдел в 2000 году.
- Бретт Хэнкинсон  — бывший гражданский детектив департамента полиции Луисвилл.
- Майлз Гонсроун — бывший гражданский детектив департамента полиции Луисвилл.

## Стрельба
После полуночи 13 марта 2020 года полиция Луисвилла ворвалась в квартиру Брионны Тэйлор и Кеннета Уолкера. Полиция проводила расследование в отношении двух мужчин, которые по их мнению занимались продажей наркотиков, вроде бы не подозревая, что они уже находятся под стражей. Дом Тейлор/Уолкера был записан в ордер на обыск «без стука», подписанный судьей округа Джефферсон Мэри М. Шоу. Она сообщала в полицию, что один из мужчин использовал квартиру для получения посылок с наркотиками. Однажды в январе подозреваемого наркодилера вроде бы видели в квартире Брионны и Кеннета с посылкой Почтовой службы США, прежде чем он уехал в известный наркопритон, почтовый инспектор подтвердил, что мужчина получал посылку в квартире.